# Miller Díaz
Miller Díaz (nacido en  Caracas, Distrito Federal, Venezuela, el 22 de junio de 1992), es un Lanzador de béisbol profesional, que jugó para los Leones del Caracas en la Liga Venezolana de Béisbol Profesional (LVBP).